# Wyandot Ridge
Wyandot Ridge ist ein felsiger Gebirgszug im ostantarktischen Viktorialand. Er erstreckt sich in nördlicher Richtung vom nordwestlichen Ende der Convoy Range entlang der Westflanke des Chattahoochee-Gletschers.
Der United States Geological Survey kartierte den Gebirgszug anhand geodätischer Vermessungen und mithilfe von Luftaufnahmen der United States Navy. Das Advisory Committee on Antarctic Names benannte ihn 1964 nach der USCGC Wyandot, einem ab 1955 im McMurdo-Sund eingesetzten Frachtschiff der US-Verbände.